# Stane Firm
Stane Firm, slovenski politik, * ?.
Kot poslanec SKD je bil član 1. državnega zbora Republike Slovenije.